# Specjalne strefy ekonomiczne Chińskiej Republiki Ludowej

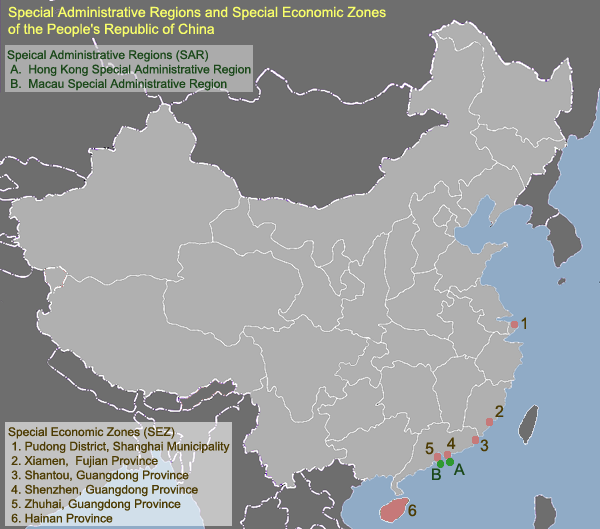
Specjalne strefy ekonomiczne (brązowy kolor)

Specjalne strefy ekonomiczne (chin. trad. 經濟特區, chin. upr. 经济特区, pinyin jīngjì tèqū) – obszary Chińskiej Republiki Ludowej wydzielone administracyjnie i celnie z jej terytorium, celem ściągnięcia kapitału zagranicznego.

## Historia
Decyzja o utworzeniu specjalnych stref ekonomicznych zapadła na III plenum KC KPCh jedenastej kadencji w 1979 roku, jako element otwarcia Chin na świat i reform gospodarczych.
W sierpniu 1980 utworzono dwie pierwsze strefy, w niewielkich miejscowościach Shenzhen i Zhuhai. O wyborze tych miejsc zdecydowało przede wszystkim ich położenie naprzeciwko Hongkongu i Makau.
Rok później utworzono kolejne dwie strefy: Shantou i położony naprzeciw Tajwanu Xiamen.
Niedługo potem pojawił się projekt utworzenia specjalnej strefy ekonomicznej na wyspie Hajnan, która w zamierzeniu władz miała się stać drugim Tajwanem. W 1988 utworzono nową prowincję Hajnan o statusie specjalnej strefy ekonomicznej.
W 1990 roku wydzielono kolejną strefę ekonomiczną, dzielnicę Pudong na obszarze miasta Szanghaj.

## Funkcjonowanie
Specjalne strefy ekonomiczne są wyłączone administracyjnie z terytorium ChRL (z wyjątkiem Hajnanu, który sam w sobie jest prowincją). Oddzielone są też od reszty Chin barierą celną.
W specjalnych strefach ekonomicznych obowiązują dogodne warunki dla inwestycji zagranicznych, m.in. 15% podatek liniowy, prawo transferu zysków, możliwość taniej dzierżawy ziemi. Nie obowiązuje w nich także ograniczenie udziału kapitału obcego w spółkach mieszanych do 49%.